# Barfüßerkloster
Als Barfüßerkloster werden umgangssprachlich einige (ehemalige) Klöster der Franziskaner bezeichnet:
- Barfüßerkirche (Augsburg)
- Barfüßerkirche (Erfurt)
- Barfüsserkloster Zürich
- Barfüßerkloster (Frankfurt am Main)
- Barfüßerkloster Bad Langensalza
- Barfüßerkloster Osnabrück
- Barfüsserkirche (Schaffhausen)

Siehe auch:
- Barfüßerkirche